# Bezirk Murtal
Der Bezirk Murtal ist ein politischer Bezirk des Landes Steiermark, Sitz der Bezirkshauptmannschaft ist Judenburg.
Mit einer Fläche von 1.675,81 km² ist der Bezirk Murtal flächenmäßig der drittgrößte Bezirk der Steiermark, in Bezug auf seine Einwohner der achtgrößte.
Er grenzt an folgende Nachbarbezirke:
- im Norden an den Bezirk Liezen,
- im Osten an Leoben, Graz-Umgebung und Voitsberg,
- im Süden an die Bezirke Wolfsberg und Sankt Veit an der Glan im Bundesland Kärnten und
- im Westen an den Bezirk Murau.

Das Bezirkskürzel bei den Kfz-Kennzeichen ist MT, Kennzeichen mit dieser Kennung werden seit Juli 2012 für Neu- und Ummeldungen ausgegeben.

## Geschichte
Der Bezirk Murtal wurde im Zuge einer von der steiermärkischen Landesregierung unter Landeshauptmann Franz Voves (SPÖ) und dessen Stellvertreter Hermann Schützenhöfer (ÖVP) durchgeführten Reform mit Wirkung vom 1. Jänner 2012 gegründet.
Nach der im Jahr 2010 abgehaltenen Landtagswahl kam es zu einer sogenannten „Reformpartnerschaft“. Im Zuge dieser Reformen in Politik und Landesverwaltung, bei der Gemeinden zusammengelegt sowie die Anzahl der Abgeordneten zum Landtag Steiermark reduziert werden sollten, beschlossen die Regierungsparteien auch eine Fusionierung der beiden Bezirke Judenburg und Knittelfeld.
Im Rahmen der Gemeindestrukturreform 2014/15 wurde die Zahl der Gemeinden im Bezirk mit 1. Jänner 2015 von 38 Gemeinden auf 20 verringert.
In der Stadt Knittelfeld wurde eine Bürgerservicestelle für oft nachgefragte Geschäftsfälle (Führerschein, Reisepass etc.) eingerichtet, weiters verbleibt dort der Forstdienst für den ehemaligen Bezirk Knittelfeld. Überdies haben in Knittelfeld die Sozialabteilung der BH, der Bezirksschulrat und das Bezirkspolizeikommando, alle drei zuständig für den gesamten Bezirk Murtal, ihren Sitz.

### Name
Ausschlaggebend für die Wahl des Namens für den Bezirk, der erstmals in Österreich nach einer Region benannt ist, war ein Vorschlag von der Initiative „Kraft. Das Murtal“,
dem Chef der Wirtschaftskammer Murtal und dem Obmann der Urlaubsregion Murtal, der in einem gemeinsamen Brief im Juli 2011 an die Landesregierung übermittelt worden war. Der Begriff ist aber geografisch unpräzise und war daher umstritten.
Ein anderer vorgeschlagener Name, Aichfeld, der bereits von einigen Firmen verwendet wurde, hätte den (im Tal liegenden) Bereich des nunmehrigen Bezirks Murtal gegenüber den Gebieten der Nachbarbezirke (Bezirk Murau oberhalb und Bezirk Bruck an der Mur, nunmehr Bezirk Bruck-Mürzzuschlag) geeignet abgegrenzt.
Judenburg und Knittelfeld waren zwischen 1868 und 1946 ebenfalls in einem Bezirk vereint, damals unter dem Namen Judenburg.

## Tourismus
Seit Oktober 2021 gibt es für den gesamten Bezirk nur mehr einen einzelnen Tourismusverband, mit Hauptsitz in Spielberg und weiteren Standorten in Fohnsdorf, Judenburg, Pölstal und Hohentauern.

## Angehörige Gemeinden
Der Bezirk Murtal umfasst zwanzig Gemeinden, darunter vier Städte und sieben Marktgemeinden.

### Liste der Gemeinden im Bezirk Murtal
Die Einwohnerzahlen der Tabelle stammen vom 1. Jänner 2024,
Regionen sind Kleinregionen der Steiermark
| Gemeinde                          | Lage | Ew     | km²    | Ew / km² | Gerichtsbezirk | Region                                        | Typ             | Foto | Metadaten         |
| --------------------------------- | ---- | ------ | ------ | -------- | -------------- | --------------------------------------------- | --------------- | ---- | ----------------- |
| Fohnsdorf                         |      | 7.585  | 54,71  | 139      | Judenburg      | 038 Aichfeld aufgelöst 4. Februar 2017        | Gemeinde        | ja   | Gem.Kennz.: 62007 |
| Gaal                              |      | 1.321  | 197,31 | 6,7      | Judenburg      | 003 Bezirk Knittelfeld aufgelöst 1. Juli 2017 | Gemeinde        | ja   | Gem.Kennz.: 62008 |
| Hohentauern                       |      | 374    | 92,05  | 4,1      | Judenburg      | 004 Pölstal aufgelöst 7. Dezember 2019        | Gemeinde        | ja   | Gem.Kennz.: 62010 |
| Judenburg                         |      | 9.691  | 63,69  | 152      | Judenburg      | 038 Aichfeld aufgelöst 4. Februar 2017        | Stadt- gemeinde | ja   | Gem.Kennz.: 62040 |
| Knittelfeld                       |      | 12.719 | 13,81  | 921      | Judenburg      | 003 Bezirk Knittelfeld aufgelöst 1. Juli 2017 | Stadt- gemeinde | ja   | Gem.Kennz.: 62041 |
| Kobenz                            |      | 2.082  | 17,65  | 118      | Judenburg      | 003 Bezirk Knittelfeld aufgelöst 1. Juli 2017 | Markt- gemeinde | ja   | Gem.Kennz.: 62014 |
| Lobmingtal                        |      | 1.818  | 54,54  | 33       | Judenburg      | 003 Bezirk Knittelfeld aufgelöst 1. Juli 2017 | Gemeinde        | ja   | Gem.Kennz.: 62039 |
| Obdach                            |      | 3.783  | 159,24 | 24       | Judenburg      | 028 Steirisches Zirbenland                    | Markt- gemeinde | ja   | Gem.Kennz.: 62042 |
| Pöls-Oberkurzheim                 |      | 2.793  | 62,60  | 45       | Judenburg      | 004 Pölstal aufgelöst 7. Dezember 2019        | Markt- gemeinde | ja   | Gem.Kennz.: 62043 |
| Pölstal                           |      | 2.536  | 270,63 | 9,4      | Judenburg      | 004 Pölstal aufgelöst 7. Dezember 2019        | Markt- gemeinde | ja   | Gem.Kennz.: 62044 |
| Pusterwald                        |      | 430    | 105,23 | 4,1      | Judenburg      | 004 Pölstal aufgelöst 7. Dezember 2019        | Gemeinde        | ja   | Gem.Kennz.: 62021 |
| Sankt Georgen ob Judenburg        |      | 841    | 44,32  | 19       | Judenburg      | 035 3-G aufgelöst 9. Oktober 2021             | Gemeinde        | ja   | Gem.Kennz.: 62026 |
| Sankt Marein-Feistritz            |      | 2.026  | 70,61  | 29       | Judenburg      | 003 Bezirk Knittelfeld aufgelöst 1. Juli 2017 | Gemeinde        | ja   | Gem.Kennz.: 62045 |
| Sankt Margarethen bei Knittelfeld |      | 2.625  | 148,20 | 18       | Judenburg      | 003 Bezirk Knittelfeld aufgelöst 1. Juli 2017 | Gemeinde        | ja   | Gem.Kennz.: 62046 |
| Sankt Peter ob Judenburg          |      | 1.148  | 50,40  | 23       | Judenburg      | 035 3-G aufgelöst 9. Oktober 2021             | Gemeinde        | ja   | Gem.Kennz.: 62032 |
| Seckau                            |      | 1.322  | 46,27  | 29       | Judenburg      | 003 Bezirk Knittelfeld aufgelöst 1. Juli 2017 | Markt- gemeinde | ja   | Gem.Kennz.: 62034 |
| Spielberg                         |      | 5.349  | 29,70  | 180      | Judenburg      | 003 Bezirk Knittelfeld aufgelöst 1. Juli 2017 | Stadt- gemeinde | ja   | Gem.Kennz.: 62047 |
| Unzmarkt-Frauenburg               |      | 1.260  | 36,57  | 34       | Judenburg      | 035 3-G aufgelöst 9. Oktober 2021             | Markt- gemeinde | ja   | Gem.Kennz.: 62036 |
| Weißkirchen in Steiermark         |      | 4.801  | 149,62 | 32       | Judenburg      | 032 Weißkirchen                               | Markt- gemeinde | ja   | Gem.Kennz.: 62048 |
| Zeltweg                           |      | 7.076  | 8,67   | 816      | Judenburg      | 038 Aichfeld aufgelöst 4. Februar 2017        | Stadt- gemeinde | ja   | Gem.Kennz.: 62038 |